# Cratere Jane
Jane  è un cratere sulla superficie di Venere.